# Edme Mongin

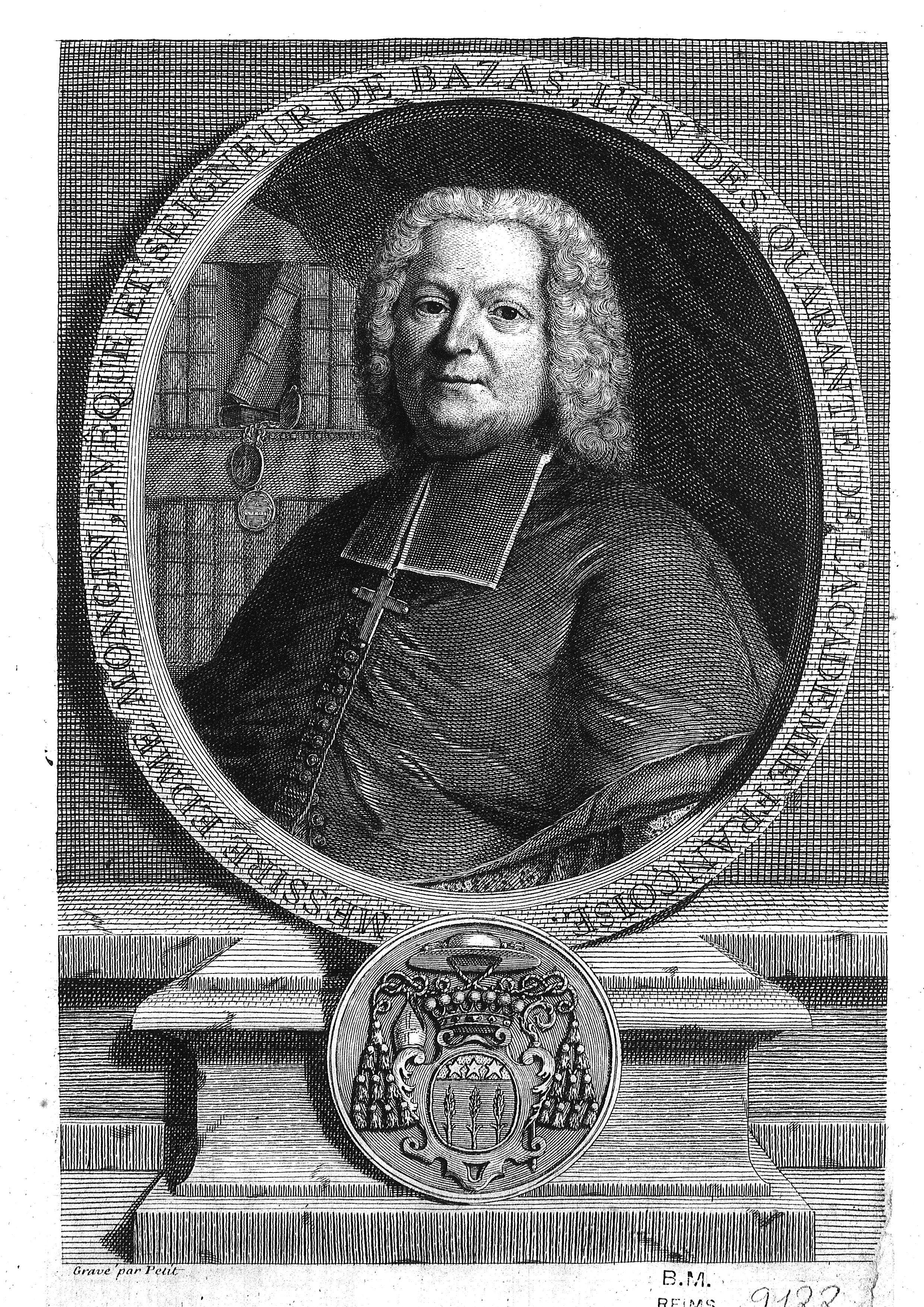
Edme Mongin

Edme Mongin (* 22. Januar 1668 in Baroville; † 5. Mai 1746 in Bazas) war ein französischer römisch-katholischer Bischof, Kommendatarabt und Mitglied der Académie française.

## Leben und Werk
Edme Mongin wählte den geistlichen Stand und wurde nacheinander Privatlehrer des Herzogs von Bourbon und von Charles de Bourbon, comte de Charolais. Seine außerordentliche Beredsamkeit erwarb ihm 1697, 1699 und 1701 drei Eloquenz-Preise in Folge der Académie française, die ihn 1707–1708 zu ihrem Mitglied erkor (Sitz Nr. 26). 1711 wurde er Kommendatarabt der Benediktinerabtei Saint-Martin d’Autun. Der König ernannte ihn 1624 zum Bischof von Bazas. Er starb 1746 im Alter von 78 Jahren. In Bazas erinnert die Rue Edme Mongin an ihn.

## Werke (Auswahl)
- Oeuvres de messire Edme Mongin, évêque et seigneur de Bazas contenant ses sermons, panégyriques, oraisons funèbres, mandements et pièces académiques. C.-F. Simon, Paris 1745. (Königin Maria Leszczyńska gewidmet)